# Беланово-Село
Беланово-Село (хорв. Belanovo Selo) — населений пункт у Хорватії, у Копривницько-Крижевецькій жупанії у складі громади Расіня.

## Населення
Населення за даними перепису 2011 року становило 38 осіб.
Динаміка чисельності населення поселення: